# Nikolay Mihaylov (ciclista)
Nikolay Mihaylov (8 de abril de 1988) es un ciclista búlgaro.

## Palmarés
2010 (como amateur)
- 3.º en el Campeonato de Bulgaria en Ruta

2011 (como amateur)
- 1 etapa de la Boucle de l'Artois
- 1 etapa del An Post Rás
- 1 etapa del Tour de la Manche
- Campeonato de Bulgaria Contrarreloj
- 3.º en el Campeonato de Bulgaria en Ruta

2012
- Campeonato de Bulgaria Contrarreloj
- Baltyk-Karkonosze Tour

2013
- 3.º en el Campeonato de Bulgaria Contrarreloj

2014
- Campeonato de Bulgaria en Ruta

2015
- Campeonato de Bulgaria en Ruta
- Campeonato de Bulgaria Contrarreloj

2016
- Tour de Sibiu, más 1 etapa
- 2.º en el Campeonato de Bulgaria Contrarreloj

2017
- Campeonato de Bulgaria en Ruta

2018
- Campeonato de Bulgaria en Ruta

## Resultados en Grandes Vueltas y Campeonatos del Mundo
| Carrera              | Carrera              | 2012 | 2013 | 2014 | 2015  | 2016 | 2017 | 2018 | 2019 |
| -------------------- | -------------------- | ---- | ---- | ---- | ----- | ---- | ---- | ---- | ---- |
|                      | Giro de Italia       | —    | —    | —    | 129.º | —    | —    | —    | —    |
|                      | Tour de Francia      | —    | —    | —    | —     | —    | —    | —    | —    |
|                      | Vuelta a España      | —    | —    | —    | —     | —    | —    | —    | —    |
| Mundial en Ruta      | Mundial en Ruta      | —    | —    | —    | Ab.   | —    | —    | —    | —    |
| Mundial Contrarreloj | Mundial Contrarreloj | —    | 34.º | —    | —     | —    | —    | —    | —    |

—: no participa

Ab.: abandono